# Światopełk I Przeklęty
Świętopełk I lub Światopełk I, Światopołk (scs. Свѧтополкъ), nazywany też Świętopełkiem Przeklętym (Окаянний, „jak Kain”, ”grzeszny”, ”przeklęty”) (ur. ok. 980, zm. 1019) – książę turowski, wielki książę Rusi Kijowskiej (1015–1016 i 1018–1019). Syn Włodzimierza I Wielkiego, starszy brat Jarosława I Mądrego. Zięć Bolesława I Chrobrego.

## Życiorys
Zbuntował się przeciwko ojcu, prawdopodobnie ze względu na próbę odsunięcia go od dziedziczenia władzy na Rusi lub z inspiracji swego teścia Bolesława Chrobrego.
Przewrót się nie powiódł, Świętopełk został uwięziony.
W 1013 roku na Ruś wyruszyła wyprawa Bolesława, upomnieć się o prawa zięcia.
W wyprawie wzięło udział rycerstwo niemieckie (prawdopodobnie 300 wojów, zgodnie z warunkami pokoju w Merseburgu z 1013 roku).
Wyprawa nie odniosła powodzenia, a Bolesław wycofał się do Polski.
Świętopełk odzyskał wolność w 1015 po śmierci Włodzimierza I i objął na krótko władzę na Rusi. Jego brat Jarosław I, dokonał przewrotu, Świętopełk uciekł pozostawiając żonę w niewoli.
W 1015 roku Jarosław namówiony przez cesarza rzymskiego, który w tym czasie wojował z Chrobrym, uderzył na Brześć nad Bugiem. Atak został odparty.
W 1018 Bolesław I Chrobry po podpisaniu pokoju z Niemcami zorganizował nową wyprawę na Kijów, zakończoną pełnym powodzeniem. W skład armii weszły posiłki: 300 niemieckich wojów, 500 węgierskich, bliżej nieznany oddział Pieczyngów. 
Po zwycięskiej bitwie Bolesław zajął Kijów i osadził Świętopełka na tronie. Jarosław Mądry uciekł do Nowogrodu, zabierając ze sobą córkę Chrobrego.
Chrobry wrócił do Polski dopiero w 1019 roku, po 10-miesięcznej okupacji miasta. Kijów był wówczas jednym z najbogatszych miast całej Europy, Bolesław zagarnął więc ogromne łupy, a wielu Rusinów, jako niewolnicy, powędrowało do Polski.
Wracając do kraju Bolesław odebrał Rusi i przyłączył do Polski Grody Czerwieńskie oraz Przemyśl. W odwecie za córkę, Chrobry uprowadził dwie siostry Jarosława. Jedną z nich, Przedsławę zgwałcił, a potem żył z nią czas jakiś w konkubinacie.
Zwycięstwo okazało się krótkotrwałe. Jarosław zaatakował z Nowogrodu i przepędził Świętopełka. 
Podczas podróży do teścia po pomoc Świętopełk został zabity w nieznanych okolicznościach.

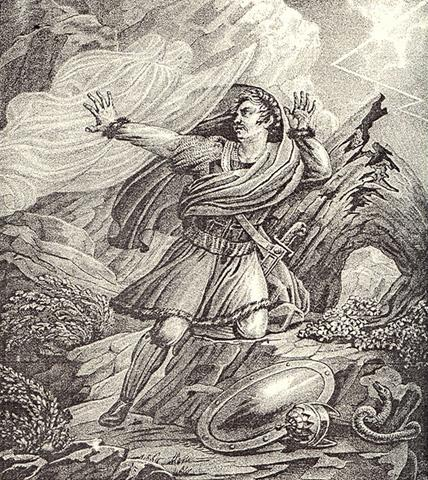
Świętopełk. Ilustracja autorstwa Borisa Czorikowa do książki Artysta Karamazin lub historia Rosji w obrazach (Petersburg, 1836).
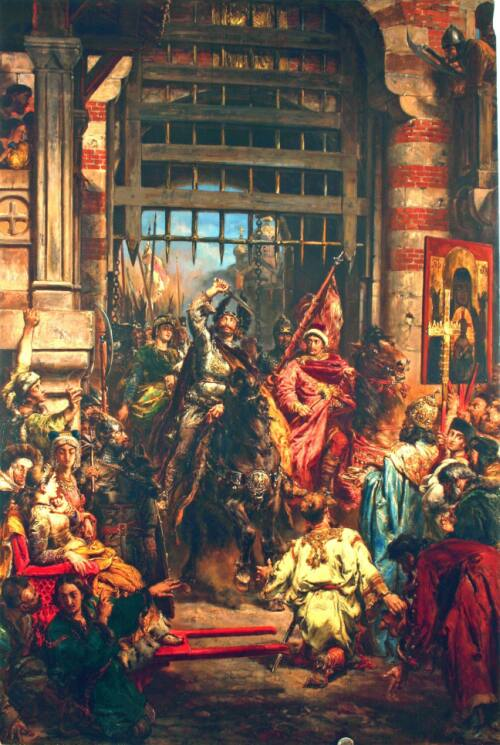
Bolesław I Chrobry ze Szczerbcem i Światopełkiem pod Złotą Bramą w Kijowie. Jan Matejko (1883).
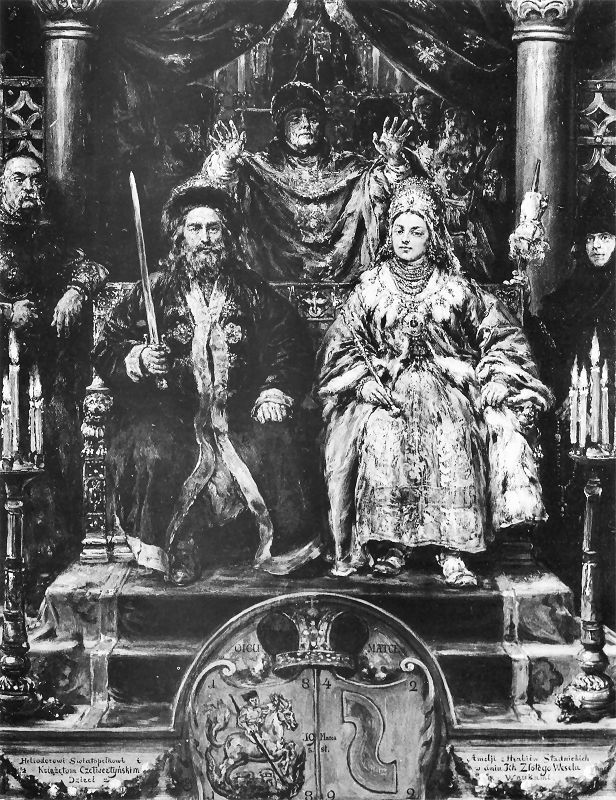
Zaślubiny Światopełka z córką Bolesława Chrobrego, Jan Matejko (1892).